# Pierre de Dinteville
Pierre de Dinteville, mort en 1380, d'une famille champenoise est un prélat français du XIVe siècle. Il est fils de Pierre de Jaucourt, seigneur de Dinteville, et de Jeanne d'Arzillières.

## Biographie
Pierre de Dinteville est chanoine d'Orléans et il y fonde en 1357 une chapelle en l'honneur de saint Yves. Il est élu évêque de Nevers en 1374 et est créé chancelier de Bourgogne. L'évêque Pierre autorise la fondation d'un couvent de frères mineurs, faite à Nevers par la comtesse Marguerite III de Flandre.
Sous son épiscopat, Philippe de Moulins, depuis évêque d'Évreux et de Noyon, établit à Moulins-Engilbert une collégiale